# Соколов, Доримедонт Доримедонтович
Доримедо́нт Доримедо́нтович Соколо́в (10 [22] марта 1837 — 13 [25] июня 1896, Гейдельберг) — русский архитектор, директор института гражданских инженеров, профессор архитектуры. Тайный советник.

## Биография
Родился 10 (22) марта 1837 года в семье священника Доримедонта Соколова. Первоначальное образование получил в Вердерской гимназии в Берлине. В 1853 году поступил в Петербургское строительное училище, которое окончил в 1859 году со званием архитекторского помощника, правом на чин X класса и с занесением его имени на мраморную доску в актовом зале училища.
По окончании обучения поступил на службу сверхштатным техником в Строительную контору министерства императорского двора. В 1862 году за проект предохранения прудов Павловского парка от загрязнения со строительством запруд и мостов (1860 год) был удостоен звания инженер-архитектора.
С 1862 года начал педагогическую деятельность — преподавателем рисования в частной гимназии Видемана (до 1864 года) и преподавателем геодезии и истории архитектуры в Строительном училище. В 1867 году ему было предложено занять должность преподавателя гражданской архитектуры, а в 1870 году он был избран профессором этой же кафедры в институте инженеров путей сообщения. На этой кафедре он оставался 25 лет (до 1895 года). 
С 1870 по 1885 годы вёл курс гражданской архитектуры в Николаевской инженерной академии и с 1871 по 1887 годы — в Санкт-Петербургском технологическом институте.
В 1873 году был назначен инспектором классов Строительного училища, а в 1877 — инспектором, ординарным профессором и членом совета училища. Способствовал преобразованию строительного училища в Институт гражданских инженеров. C 1886 года и до своей смерти был директором института гражданских инженеров императора Николая I — пятый на этом посту — с момента основания в 1832 году училища (института) и вторым директором с момента преобразования училища в институт.
Был членом ряда комитетов и комиссий (технический строительный комитет министерства внутренних дел, комиссия по постройке коммерческих портов и т. д.), гласным Городской думы. Являлся членом-учредителем Петербургского общества архитекторов; активно печатался в журнале общества «Зодчий».
Умер 13 (25) июня 1896 года в Гейдельберге. Похоронен на Новодевичьем кладбище в Петербурге.

## Проекты

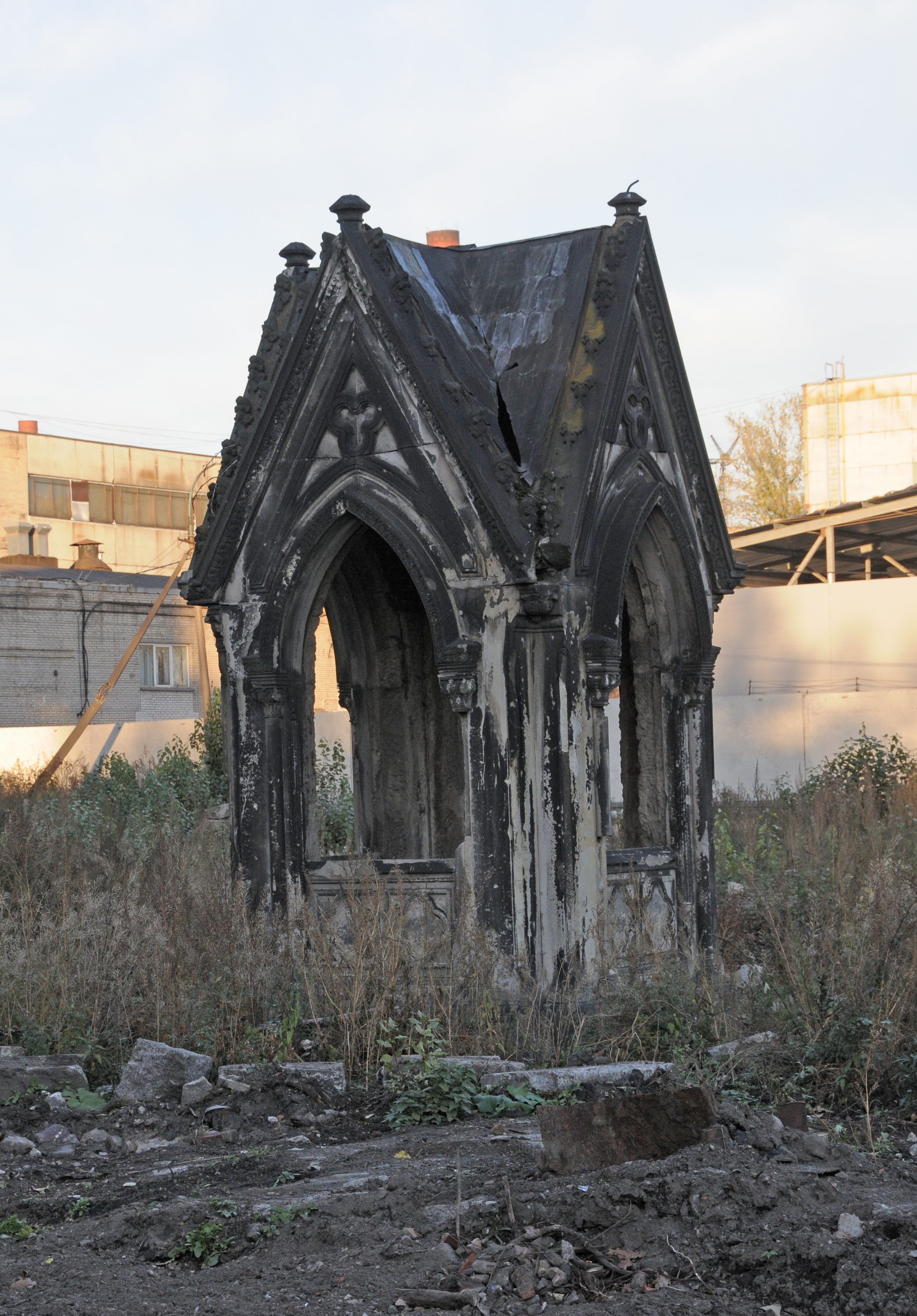
Надгробие на могиле А. К. Красовского по проекту Д. Соколова

### Жилые дома
- Деревянные дачи на Поклонной горе, в Шувалове, Павловске (не сохранились);
- Доходный дом (перестройка). Литейный проспект, 60 (1869);
- Особняк А. С. Юрьевича (перестройка). Улица Чайковского), 45 (1869—1870);
- Доходный дом (перестройка). 3-я линия, 58 — Малый проспект Васильевского острова, 4. (1873; надстроен).
- Причтовый дом Знаменской церкви. Улица Восстания, 1 — Лиговский проспект, 39 (1879);
- Собственный дом Соколова. Лиговский проспект, 61 (1882—1883; в 2007 году дом был снесён[3]).

### Общественные здания
- Здания Мариинского рынка, Садовая, 28 (1860-е)[4];
- Здания Императорского фарфорового завода (перестройка). Проспект Обуховской Обороны, 151 (1860-е);
- Здание Георгиевской общины сестер милосердия (перестройка). Петроградская набережная, 22 (1871; перестроено);
- Здание химической лаборатории при институте инженеров путей сообщения (перестройка). Московский проспект, 9, во дворе (1876);
- Здание Главной телеграфной станции (расширение) и дом телеграфного ведомства. Почтамтская улица, 17 — улица Якубовича, 18 (1874—1876);
- Перестройка телеграфной станции в Москве;
- Деревянный барак при Рождественской больнице. 2-я Советская улица (1877—1878; не сохранился);
- Больничный барак при лесной Бирже Громова и К° (1870-е; не сохранился);
- Дом Главного общества Российских железных дорог. Орловский переулок, 3;
- Александровская барачная больница имени С. П. Боткина (22 барака, дом администрации, аптека, приемный покой, кухня, паровая прачечная, общественная паровая дезинфекционная камера)[4]. Миргородская улица, 3 — Кременчугская улица, 4 (1880—1882; сохранились ворота, деревянные здания были разобраны и заменены новыми);
- Здание Петролюбовской детской лечебницы. Дегтярный переулок, 12 (1883—1885).
- Каменная церковь в имении Новосильцевой[5]. Деревня Красные Горки, Псковская область.
- Церковь Рождества Иоанна Предтечи (капитальная перестройка).

### Инженерные работы
- Проект отопления и вентиляции Андреевского собора (в соавторстве с А. Р. Гешвендом)[4]. 6-я линия, 11.

### Прочее
- Часовня-памятник на могиле инженера А. К. Красовского на Выборгском римско-католическом кладбище.

## Печатные труды
- Описание перестройки здания Михайловского театра // Журнал Министерства путей сообщения. — СПб..
- Перестройка дома телеграфных учреждений в С.-Петербурге (начало) // Зодчий. — СПб., 1875. — № 11—12. — С. 123—124.
- Перестройка дома телеграфных учреждений в С.-Петербурге (окончание) // Зодчий. — СПб., 1876. — № 10—12. — С. 101—103.
- Громоотвод над зданием Телеграфного департамента // Зодчий. — СПб., 1876. — № 5. — С. 57—58.
- Отопление и вентиляция Андреевского собора в Санкт-Петербурге // Зодчий. — СПб., 1876. — № 10—12. — С. 111—113.
- Барак С.-Петербургского общества архитекторов, устроенный при Рождественской больнице в Санкт-Петербурге // Зодчий. — СПб., 1879. — № 12. — С. 141—143.
- Городская Александровская барачная больница в С.-Петербурге. — СПб., 1884. — 69 с.
- Стены // «Гражданское Зодчество»[6]. — Санкт-Петербург, 1892
- «Курс гражданской архитектуры» — с альбомом чертежей и научно-техническим трудов.